# Ophiomaria tenella
Ophiomaria tenella is een slangster uit de familie Ophiolepididae.
De wetenschappelijke naam van de soort werd in 1916 gepubliceerd door Austin Hobart Clark.